# NGC 827
NGC 827 ist eine Spiralgalaxie vom Typ Sbc im Sternbild Walfisch in der Umgebung des Himmelsäquators. Sie ist schätzungsweise 157 Millionen Lichtjahre von der Milchstraße entfernt und hat einen Durchmesser von etwa 90.000 Lj.

Im selben Himmelsareal befindet sich u. a. die Galaxie NGC 840.
Das Objekt wurde am 7. November 1784 von dem deutsch-britischen Astronomen William Herschel entdeckt.

## NGC 827-Gruppe (LGG 45)
| Galaxie  | Alternativname | Entfernung/Mio. Lj |
| -------- | -------------- | ------------------ |
| NGC 827  | PGC 8196       | 157                |
| PGC 7917 | UGC 1572       | 159                |
| PGC 8281 | UGC 1663       | 157                |